# Mobilitet
Mobilitet eller rörlighet har att göra med laddningsbärarnas (elektroner eller hål) förmåga att propagera i en halvledarkristall. De två vanligaste spridningsmekanismerna är kollisioner med fononer och störatomer. Fononer är kvantpartiklar som beskriver kristallgittrets termiska vibrationer. En ledningselektron rör sig helt slumpmässigt i någon riktning tills de kolliderar med en fonon och ändrar riktning. Detta är den dominerande spridningsmekanismen.
Elektronernas genomsnittliga termiska rörelseenergi är 3/2 kT vilket motsvarar en termisk hastighet av 105 m/s vid 300K.
Mobiliteten är dopningsberoende. Mobiliteten för hål och elektroner är oberoende av dopningen för dopningar mindre än 1022m−3. Mobiliteten för elektroner i kisel är då nästan tre gånger större än för hål. Allmänt för halvledarmaterial är att mobiliteten för elektroner är större. Därför är halvledare som nyttjar elektroner som laddningsbärare snabbare än de som nyttjar hål.
Några data:
Kisel:
{\displaystyle \mu _{n}}=0,13 [m2/Vs]

{\displaystyle \mu _{p}}=0,05 [m2/Vs]
Germanium:
{\displaystyle \mu _{n}}=0,38 [m2/Vs]

{\displaystyle \mu _{p}}=0,18 [m2/Vs]
Galliumarsenid:
{\displaystyle \mu _{n}}=0,85 [m2/Vs]

{\displaystyle \mu _{p}}=0,04 [m2/Vs]